# Ajinomoto
Ajinomoto Co., Inc. (味の素株式会社 Aijinomoto Kabushiki-gaisha?) (TYO: 2802) es una empresa japonesa con sede en Chūō, Tokio, que produce condimentos para comidas, aceite para cocinar y medicamentos, a través de Britannia Pharmaceuticals Limited, que es una subsidiaria presente en el Reino Unido. Una traducción literal de Aji no Moto puede ser "La esencia del gusto", que es usado como eslogan para el glutamato monosódico. Ajinomoto produce cerca del 33% del total de glutamato monosódico.
Ajinomoto está presente en 23 países, contando con 24.861 empleados en el año 2004. Sus ingresos líquidos han alcanzado a los 9,84 mil millones de dólares.
Este producto fue vendido por primera vez en 1909, siendo descubierto y patentado por Kikunae Ikeda. La compañía se expandió rápidamente a otros países con Ajinomoto USA Inc., siendo instalado en 1956 en Estados Unidos. Desde entonces, Ajinomoto se ha convertido en un conglomerado investigando y expandiéndose a otras áreas.
Las voces que usan en los comerciales
de la empresa son los Vocaloids "AJIOU y AJIKO"  cuyas voces fueron diseñados para combinar el slogan de "Eat Well, Live Well" de la empresa, o sea, AJIOU tiene una voz más "deliciosa" o sea, más jovial y AJIKO tiene una voz "viviente" o sea, un poco fuerte.

## Historia
Ajinomoto incursionó en el ámbito alimenticio a mediados de 1909.